# Centronia mutabilis
Centronia mutabilis är en tvåhjärtbladig växtart som beskrevs av Henry Allan Gleason. Centronia mutabilis ingår i släktet Centronia och familjen Melastomataceae.
Artens utbredningsområde är Colombia. Inga underarter finns listade i Catalogue of Life.